# Världsmästerskap
Världsmästerskap, VM, kallas ett evenemang som arrangeras regelbundet med deltagare från hela Jorden, ibland föregångna av kvalificeringstävlingar, och där slutsegraren erhåller titeln världsmästare. Om det vid ett sådant evenemang koras en världsmästare/världsmästarlag kallas tävlingarna "världsmästerskapet", men om flera världsmästare koras säger man "världsmästerskapen". Juniorvärldsmästerskap är tävlingar för junioridrottare. Segraren i en VM tävling får ett VM-guld, tvån erhåller ett VM-silver och trean ett VM-brons. I en del utslagssporter delas VM-brons ut till bägge förlorarna i semifinalmatcherna.
Det kanske största världsmästerskapet som arrangeras är världsmästerskapet i fotboll för herrar.

## Världsmästerskap
Alpin skidåkning
- Världsmästerskapen i alpin skidsport

Bandy
- Världsmästerskapet i bandy för herrar
- Världsmästerskapet i bandy för damer
- Världsmästerskap i bandy för ungdomar (i olika åldersklasser)

Bilsport
- Världsmästerskapet i Formel 1
- Världsmästerskapet i standardvagnsracing (WTCC)
- FIA World Endurance Championship (WEC)
- FIA GT1-VM
- Världsmästerskapet i rally

Bob, skeleton
- FIBT-världsmästerskapen

Bordshockey
- Världsmästerskapet i bordshockey

Bordtennis
- Världsmästerskapen i bordtennis

Brännboll
- Världsmästerskapet i brännboll

Cykel
- Världsmästerskapen i landsvägscykling
- Världsmästerskapen i bancykling

Drakbåt
- Världsmästerskapet i drakbåt (ICF)
- Världsmästerskapet i drakbåt (IDBF)

Fotboll
- Världsmästerskapet i fotboll för herrar
- Världsmästerskapet i fotboll för damer
- Världsmästerskapet i fotboll för klubblag

Futsal
- Världsmästerskapet i futsal (Fifa)
- Världsmästerskapet i futsal (AMF)

Friidrott
- Utomhusvärldsmästerskapen i friidrott
- Inomhusvärldsmästerskapen i friidrott

Handboll
- Världsmästerskapet i handboll för herrar
- Världsmästerskapet i handboll för damer

Innebandy
- Världsmästerskapet i innebandy för herrar
- Världsmästerskapet i innebandy för damer

Ishockey
- Världsmästerskapet i ishockey för herrar
- Världsmästerskapet i ishockey för damer
- Juniorvärldsmästerskapet i ishockey

Konståkning
- Världsmästerskapen i konståkning

Nordisk skidsport
- Världsmästerskapen i nordisk skidsport

Orientering
- Världsmästerskapen i orientering

Schack
- Världsmästerskapen i schack

Segelflyg
- Världsmästerskapet i segelflyg

Segling
- Världsmästerskapet i segling

Short track
- Världsmästerskapen i short track

Simsport
- Världsmästerskapen i simsport
- Världsmästerskapen i kortbanesimning

Skidskytte
- Världsmästerskapen i skidskytte

Skridskor
- Världsmästerskapen i hastighetsåkning på skridskor

Snooker
- Världsmästerskapet i snooker